# メモリーズオフ -Innocent Fille- for Dearest
『Memories Off -Innocent Fille- for Dearest』（メモリーズオフ イノサンフィーユ フォー ディアレスト）は、2019年3月28日に5pb.より発売された恋愛アドベンチャーゲーム。『Memories Off -Innocent Fille-』のファンディスクである。キャッチコピーは「これは、かけがえのない想いが後(つい)に紡ぐ――恋の行先。」

## ストーリー
冬の終わりが近づいた頃、主人公――累の特待生特別国内交換留学制度による短期留学も終わりが近づき、札幌に帰る日がすぐそこまで迫ていた。
それは彼が湘南にて出会い、再会した人達との別れをも意味していた。

## 登場人物
楠瀬 累（くすのせ かさね）
誕生日:4月10日
声 - 坂泰斗
本作の主人公。制度によって札幌から湘南の高校へと転入してくる。
嘉神川 ノエル（かがみがわ ノエル）
誕生日:11月24日
声 - 千本木彩花
ハーフの女子高生。「メモリーズオフ6 Next Relation」に登場した嘉神川クロエの妹。
三城 柚莉（みき ゆずり）
誕生日:9月6日
声 - 武石あゆ実
累の幼馴染の三つ子の長女。
三城 琴莉（みき ことり）
誕生日:9月6日
声 - 本渡楓
累の幼馴染の三つ子の次女。
三城 莉一（みき りいち）
誕生日:9月6日
声 - 鈴木裕斗
累の幼馴染の三つ子の長男。
志摩 寿奈桜（しま すなお）
誕生日:8月1日
声 - 徳井青空
累の下宿先の大家の娘。
稲穂 信（いなほ しん）
声 - 間島淳司
汐鐘 京子（しおがね きょうこ）
声 - 桜井みき
相葉 詞乃（あいば しの）
声 - 平流エレン
日紫喜 瑞羽（ひむらき みずは）
声 - 矢作紗友里
神崎 美咲（かんざき みさき）
声 - 吉田仁美
寿奈桜の親友、ノエルとの関係は改善された模様。

## 歴代ヒロインの登場人物
- Memories Offより

双海 詩音（ふたみ しおん）
声：利田優子
音羽 かおる（おとは かおる）
声：田村ゆかり
『for Dearest』に寿奈桜ルートのみ登場。